# Хонгодоры
Хонго́доры (бур. Хонгоодорнууд, Хонгидор, ᠬᠣᠩᠭᠢᠳᠣᠷ) — этническая группа (племя) в составе бурятского народа.

## История
По мнению некоторых учёных, хонгодоры могут быть потомками хонгирадов.
Хонгодоры впервые упоминаются как конготоры, комготоры в отписках русских казаков в составе объединённых отрядов, состоявших из готолов и хонгодоров, осаждавших Верхоленский острог в 1644 и в 1647 годах. Осада острога явилась ответной реакцией на удачный поход казаков в Ангарскую степь.
На территорию современной Иркутской области и Бурятии хонгодоры под предводительством вождя Бахака Ирбана переселились в 1688 году во время ойрат-халхасской войны. Причиной исхода стало нежелание поддерживать ту или иную сторону в войне, которая шла между Джунгарским ханством (ойраты) и Халха-Монголией. Переселение шло по трём направлениям — в Аларские степи (современная Иркутская область) и горные районы Восточных Саян и Хамар-Дабана (современные Тункинский, Окинский и Закаменский районы Бурятии).
На новых землях хонгодоры продолжали вести кочевой образ жизни. Постепенно, после вхождения в состав Российского государства, начали переходить к оседлости и заниматься земледелием.
Хонгодоры, наряду с эхиритами, булагатами и хори-бурятами, стали одним из составных частей при формировании современного бурятского этноса.
Среди четырёх основных бурятских племён хонгодоры являются не степняками, а горцами, так как ареал их проживания связан с горами Восточный Саян и Хамар-Дабан, а в прошлом Монгольский Алтай и Хангай.
Так аларские хонгодоры проживают на северных склонах Восточных Саян, тункинские и окинские хонгодоры на южных склонах, закаменские хонгодоры на склонах Хамар-Дабана.
Тип хозяйствования и кочевой образ жизни сохранился частично в Окинском районе и связан с вертикальным способом кочевания. Летом скот пасётся в горах на альпийских лугах, а зимой идёт перекочевка в долины.
До установления границ между Российской империей и цинским Китаем хонгодоры кроме вертикального способа кочевания использовали и горизонтальное, или меридиональное, но такой тип кочевания происходил только раз в 50—60 лет. Когда пастбища истощались в Саянах и Хамар-Дабане, происходила перекочёвка далеко на юг и юго-запад, вплоть до аймака Ховд в горы Монгольского Алтая, подконтрольные Конфедерации ойратов и Дзасагту-ханству, а также в Хангай, подконтрольный Тушэту-хану. Тип кочевания в пределах этих гор также был вертикальный. В последующем происходила обратная перекочёвка на север в Восточные Саяны, подконтрольные Дзасакту-ханам. В Ховде до сих пор живут остатки хонгодоров (обогтон).
Из-за раздела Внешней Монголии (Дзасакту-ханство, Алтан-ханство хотогойтов, Тушэту-ханство) между Российской империей и Цинским Китаем с последующим закрытием границы стало невозможно вести горизонтальную перекочёвку, что привело к оскудению пастбищ в пределах Восточных Саян и Хамар-Дабана и вынудило хонгодоров переходить с вертикального кочевания на полукочевой образ жизни, а в последующем и на оседлый.

## Современность
В настоящее время потомки хонгодоров проживают в Тункинском, Окинском, Закаменском районах Бурятии, в Аларском районе Иркутской области, в аймаках Ховд и Ховсгол Монголии.
Численность хонгодоров — около 30 тысяч человек. В районах Бурятии и Усть-Ордынского Бурятского округа, заселенных хонгодорами, поочередно проводятся встречи представителей этого племени, где обсуждаются насущные проблемы: пути сохранения и развития народных традиций, обычаев, фольклора, древних напевов и танцев.

## Список родов, входящих в племя хонгодоров
Родословная хонгодоров носит двойственный характер. С одной стороны встречается обозначение родов по номерному признаку:
- I хонгодорский род;
- II хонгодорский род;
- III хонгодорский род;
- IV хонгодорский род;
- V хонгодорский род;
- VI хонгодорский род;
- VII хонгодорский род;
- VIII хонгодорский род.

А с другой стороны встречаются именованные роды: ашат, ашхай, бадархан, боолдой, булбу, бурюууха, дардайтан, даши, долоонгууд, дурэтэн, наймангууд, сагаантан, тайбжан, тэртэ, хагта, хотогойто, холто, сабарнууд (хабарнууд), улахан, уляба, шаранууд, шошоолог, шуранхан.
Численность хонгодоров согласно переписи 1897 года составляла 13 678 душ и по округам:
| Наименование рода    | Количество душ |
| -------------------- | -------------- |
| I хонгодорский род   | 2169           |
| II хонгодорский род  | 801            |
| III хонгодорский род | 451            |
| IV хонгодорский род  | 1119           |

| Наименование рода     | Количество душ |
| --------------------- | -------------- |
| I хонгодорский род    | 1838           |
| II хонгодорский род   | 1057           |
| III хонгодорский род  | 979            |
| IV хонгодорский род   | 783            |
| V хонгодорский род    | 1820           |
| VI хонгодорский род   | 1840           |
| VII хонгодорский род  | 971            |
| VIII хонгодорский род | 1452           |

| Наименование рода   | Количество душ |
| ------------------- | -------------- |
| I хонгодорский род  | 729            |
| II хонгодорский род | 674            |
| V хонгодорский род  | 471            |

В документах и архивах Иркутской губернии хонгодоры присутствуют только по номерным названиям, за исключением 9-го Шаранутского рода (выделился из VIII хонгодорского рода) и Шурунханского рода (выделился из III хонгодорского рода). В изустном варианте хонгодоры не используют номерные наименование родов, а только именованные.
Именованные роды вместе с родословными в письменных источниках начали появляться только в конце XIX века. Это связано с тем, что родословная носит сакральный характер и не предназначена для широкого круга людей и, в большей части, предназначена для шаманских обрядов и призывания духов предков.
В XVII веке хонгодоры вышли из пределов Западной Монголии (Алтан-ханство Хотогойтов, Дзасагту-ханство, западные аймаки Тушэту-ханства и восточные аймаки Конфедерации ойратов) военным отрядом из 8 сотен воинов, вместе со своими семьями общей численностью 4—5 тыс. человек (1 тысяча кибиток), и номерное обозначение родов говорит только о том, что их предок служил в 1-й по 8-ю сотню. Номерное обозначение родов закрепилось и в царской администрации с целью обложения ясаком. Это была последняя самая крупная и масштабная перекочевка хонгодоров, были и после неё перекочёвки хонгодоров, но они не были столь многочисленными по количеству людского состава.
Все хонгодорские роды делятся на собственно хонгодоров (имеется кровное происхождение от первопредка по имени Хонгодор, в бурят-монгольском произношении Нирун-Хонгодор) и хонгодоров вообще (те представители родов, которые вошли в состав хонгодоров на правах хари («чужие, не кровное родство»), в бурят-монгольском произношении Дарлекин-Хонгодор).
К собственно хонгодорам (Нирун-Хонгодор) по сведениям С. П. Балдаева относятся такие рода:
1. Ашхай — основатель рода Ашхай-Баатор, командир 6 сотни, отца звали Морьто/Мурьтэ — тушэмэл (чиновник) в правительстве Тушэту-ханов[11];
2. Ашата — основатель рода Ашата-Баатор;
3. Холшо — основатель рода Холшо-Баатор;
4. Ута-Байма — основатель рода Ута-Байма-Баатор, командир в армии Дзасакту-ханов, руководил всеми 8 сотнями и исходом хонгодоров в 1688 году;
5. Даша — основатель рода Даша-Баатор;
6. Найдар (Хагта) — основатель рода Найдар-Баатор;
7. Нашаан (Дүртэн) — основатель рода Нашан-Баатор ( ᠨᠠᠰᠠᠭᠠᠨ ᠪᠠᠠᠲᠠᠷ ) , один из приближённых военачальников в армии Дзасакту-ханов.
8. Бадархан — основатель рода Бата Хара Бадархан-Ноён (Адай Бадархан-Ноён);
9. Болдой — основатель рода Болдой-Баатор.

Приставка к имени Баатор, Ноён — почетные титулы, присваиваемые за военные заслуги. Носители имен с приставкой Баатор и создали 8 номерных родов нирун-хонгодоров. Представители дарлекин-хонгодоров административно и организационно были приданы разным номерным родам.
По данным родословной записки Арабдан-Доржо Гунсенова и информатора Бата Зурбанова к собственно хонгодорам относятся такие рода:
1. Ашхай (Ашихай) ᠠᠱᠠᠬᠠᠢ
2. Ашата (Ашита) ᠠᠰᠢᠲᠠ
3. Холшо ᠬᠣᠯᠠᠱᠣ
4. Боролдой ᠪᠣᠷᠣᠯᠳᠠᠢ
5. Даша ᠳᠠᠰᠢᠶ᠎ᠠ
6. Найдар ᠨᠠᠶᠢᠳᠠᠷ
7. Нашан ᠨᠠᠰᠢᠨ
8. Бата Хара Бадархан ᠪᠠᠳᠢᠷᠠᠬᠠᠨ
9. Болдой ᠪᠣᠯᠳᠣᠢ

К хонгодорам вообще (Дарлекин-Хонгодор), входившие в их состав только организационно на правах «хари» и не имеющих кровного происхождения от первопредка Хонгодора относятся следующие рода:
1. Булбу
2. Бурюууха
3. Дардайтан
4. Долоонгууд — пришли вместе хонгодорами из Западной Монголии.
5. Наймангууд — пришли вместе хонгодорами из Западной Монголии.
6. Сагаантан
7. Тайбжан (Саган) — входил в VI хонгодорский род. Другие формы названия рода в литературе: тойбин, сагановский[12].
8. Тэртэ — постоянные обитатели Прибайкалья, с ними связаны такие топонимы как Тыреть, Тайтурка
9. Хотогойто — пришли вместе с хонгодорами, выходцы из Алтан-ханства Хотогойтов, разбросаны по разным номерным родам.
10. Холто
11. Сабарнууд (Хабарнууд)
12. Улахан
13. Уляба
14. Шаранууд — входил в VIII хонгодорский род, был административно выведен из него, с образованием IX хонгодорского рода.
15. Шошоолог — постоянные обитатели Прибайкалья, в архивных документах встречаются как цысолики.
16. Шуранхан — входил в III хонгодорский род, был административно выведен из него, под собственным названием.

### Этнотерриториальные группы хонгодоров
Расселение хонгодоров по районам и примкнувших к ним прочих родов:
Аларские хонгодоры (Аларь): дуртэн, бадархан, ашата, ашхай, сабарнууд, болдой, хагта, тайбжан. 
Закаменские хонгодоры (Закамна): айшха, моотонго, шудхэ, алтай, сагаан, долоонгууд, дурбэнгууд, аштараг, мосхоо, далахай, сабарнууд, шуранхан, шуртэхэн, алтаи.
Тункинские хонгодоры (Тунка): ашхай, ашата, бадархан, боолдой, сагаан, шуранхан, моотонго, шуртхуу.
Окинские хонгодоры (Ока): боолдой, шуранхан, шуртхуу (шуртху), моотонго.
Также в состав аларских хонгодоров административно вошли следующие роды: холтубай, гуран, улаазай, бурутхан, харганай, шакуй, янгуд. Совместно с хонгодорами в Алари проживают представители родов наймангут, сартул, кутеска, шаранут, харанут, икинат.
Упоминаются роды: гушан, боронуд (боронууд). В число примкнувших входят роды: сартул, сонгол, хурхууд, готол, хутёоска, зунги, икинад, холтубай, ноёд, сальджуд, буруд, харануд, туралиг (туряалаг), манжаруг (манжи ураг, манджараг, маанжраг), а также дархатские роды: дархад, чонуд (чонод), хоролмой (хорломай), уйгур (уйгар).
Ответвлениями крупного рода сагаан названы шуртху, муртэн, моотонго, мурта-моотонго, шуранхан.
Шарануд. Упоминаются следующие аларские ветви рода шарануд (шаранууд): биаргай (баргай, барга, зуун, зуун модон), бэбэрхэн (бэрбэхэн, хурхат), хуритэй (хултэ, хулта, шабшалтуй, тайшалтуй). В Монголии проживают шарануд-хариад.
Тэртэ. Тункинские тэртэ подразделяются на два подрода: ноёд и даланша. У окинских тэртэ имеются свои подроды: даланша, долоонгууд, ноёд, шоошхой, донгойд (донгод), у закаменских тэртэ — ехэ, бага, шагнаан, зодбо, маалинха. Основу закаменских тэртэ составляют поколения бажигадай и мангадай, в именах которых прослеживается связь с этнонимами «бажиган»/«бажинаг» и «мангуд».

## Хонгодоры за пределами России

### Хонгодоры в Монголии
Хонгодоры в Монголии не выделяются в качестве отдельного этноса. Однако приблизительную географию расселения и численность некоторых родов можно оценить по данным Национального статистического комитета Монголии. С 2000 г. в Монголии вновь входят в обиход фамилии; часто они представляют собой родовые имена. В Монголии используется термин «ургийн овог» (family name). В русскоязычных источниках термин «ургийн овгууд» обычно переводится как родовые или клановые фамилии, а также как родовые имена. В качестве «ургийн овог» обычно берут название рода или племени.
На 2021 г. в Монголии зарегистрированы следующие фамилии (ургийн овгууд, family names):
- Хонгодор — 265 чел.
  - Хонгоодор — 167 чел.
- Ашихай — 3 чел.
  - Ашхай — 2 чел.
- Бадархан — 21 чел.
- Боролдой — 1099 чел. (выделяются в качестве отдельного рода)[30]
- Долонгууд — 3 чел.
  - Тэлэнгэд — 88 чел.
  - Тэлээ — 40 чел.
  - Тэлэнгид — 24 чел.
  - Тэлэнгээд — 11 чел.
  - Тэлэнгэт — 6 чел.
  - Тэлэнгэ — 3 чел.
  - Тэлэг — 1 чел.
  - Тэлэнгүд — 1 чел.
  - Тэлээт — 1 чел.
- Найдар — 1 чел.
- Наймангууд — 4 чел.
  - Найманууд — 1 чел.
  - Наймнууд — 1 чел.
- Тэрт — 169 чел.
  - Тэртэ — 101 чел.
  - Терт — 1 чел.
  - Терте — 1 чел.
- Улаахан — 5 чел.
  - Улахан — 4 чел.
  - Улахаан — 1 чел.
- Хотгойд — 12516 чел. (выделяются в качестве отдельного этноса)[31]
  - Их Хотгойд — 838 чел.
  - Бага Хотгойд — 719 чел.
  - Хотхойд — 86 чел.
  - Хотгойд Тайж — 20 чел.
  - Хотогойд — 20 чел.
  - Хотгойт — 14 чел.
  - Халх Хотгойд — 8 чел.
  - Хотогойт — 8 чел.
  - Хотгойд Боржигон — 7 чел.
  - Хотхойт — 7 чел.
  - Ходгойд — 3 чел.
  - Бага Хотгойт — 1 чел.
  - Хотгойдууд — 1 чел.
- Шарнууд — 34987 чел. (выделяются в качестве отдельного рода[32], тем не менее традиционно проживают в аймаке Хубсугул по соседству с тункискими хонгодорами)[33]
  - Их Шарнууд — 758 чел.
  - Бага Шарнууд — 258 чел.
  - Боржигон Шарнууд — 41 чел.
  - Шарнууд Боржигон — 25 чел.
- Шошоолог — 90 чел.
  - Шошолог — 19 чел.
  - Шошлог — 18 чел.[26]

## Религия хонгодоров
Среди хонгодоров распространено три основные религии

#### Буддизм
С буддизмом хонгодоры познакомились в пределах Западной Монголии и принесли его с собой в Западную Бурят-Монголию.
Первоначально среди хонгодоров не было дацанов, были юрты, в которых проводились буддийские обряды, со временем начали строиться дацаны: Аларский дацан, Санагинский дацан, Окинский дацан, Кыренский дацан, Хойморский дацан.

#### Шаманизм
До появления буддизма и православия среди хонгодоров был распространен шаманизм. Шаманизм включает в себя разделение мира на три части: верхнего, среднего и нижнего мира, у каждого из которых есть свои управители.
Пантеон шаманских (тэнгрианских) богов состоит из 99 тэнгриев, который в свою очередь состоит из 55 западных тенгриев (добрых) и 44 восточных тэнгриев (злобных).
Покровитель хонгодоров — Уурак Саган Тэнгэр (Молочно-белый Тэнгри) — одаривает землю богатством через своих посланников лебедей, является духовным отцом Буудал-Онгона, которого называют Улаан Залай Мэргэн Дэгэй. Его пристанищем является перевал Архаг близ реки Урик в Восточных Саянах.
Территориальные покровители:
- Ама Саган ноён — хозяин реки Ангара;
- Тулба Саган ноён — хозяин города Иркутск;
- Хэрмэтэ ноён — хозяин горы Кырен;
- Улаан залай Мэргэн Дэгэй (Красной кисти воин) — хозяин реки Урик, второе имя Буудал-Онгон.

#### Православие
Распространение православной религии среди хонгодоров стало происходить с покорением Сибири отрядами казаков Русского царства или в византийском варианте Российского царства.
Насаждение религии в среде покоренных народов является одним из методом колонизации и упрочнения своей власти. Первоначально насаждение православия производилось насильственными методами, что приводило к негативным результатам. В последующем насаждение православия сместилось к политическому давлению на представителей глав родов хонгодоров и экономическим мерам, таким как освобождение от уплаты ясака на три года, дарение отрезов сукна и выплаты в денежном выражении. Однако эти методы не имели успеха, так как приводили к тому, что некоторые представители крестились по нескольку раз, все равно при этом оставаясь в шаманизме или в буддизме.
Куда более эффективно действовали буддийские ламы, приводя представителей шаманизма и псевдонеофитов православия в лоно ламаизма. В итоге неэффективность православных священников по крещению бурят (и хонгодоров в их числе) и эффективность буддийских лам привели к тому, что императрица Екатерина II признала буддизм одной из государственной религии Российской империи.
В настоящее время число хонгодоров, исповедующих православие крайне мало.

## Тип хозяйствования хонгодоров
На первом месте в хозяйственном укладе хонгодоров находится скотоводство: разведение лошадей, овец, коз, коров, верблюдов.
На втором месте стоит охота, индивидуальная и коллективная (зэгэтэ-аба, абай садак).
На третьем месте находится земледелие, которого до установления границы между Китаем и Россией вообще не было. Хонгодоры стали заимствовать приемы и методы землепашества у булагатов и эхиритов, которые уже давно занимались им.
На четвёртом месте особняком стоит кузнечное ремесло и поиск месторождений железа, серебра, золота ввиду того, что занимался им только небольшой круг хонгодоров, принадлежавших к потомственным дарханам (кузнецам).

#### Охота
Коллективная охота хонгодоров происходила совместно с булагатами, поочередно, сначала на территории булагатов, в местности Абалак (ныне Усть-Удинский район Иркутской области), Хэрмэн (в долине реки Куды и Бодрее), потом на территории хонгодоров, между реками Окой и Ангарой, а также в Тайтурке (по реке Белой) и в Нарине (недалеко от города Черемхово). Иногда к ней присоединялись небольшие группы эхиритов, но на территории эхиритов никогда не проводились облавные охоты совместными объединёнными племенами хонгодоров, булагатов и эхиритов
Коллективная охота представляла собой облавную охоту и раньше рассматривалась не только как добыча пропитания, но и как своеобразные военные манёвры, на которых устраивались военные смотры, готовность отражать нападение врагов и не только.
Совместная облавная охота хонгодоров и булагатов стала проводиться в ознаменование совместной победы над 5 тысячным халхаским военным отрядом, посланным за откочевавшими из Западной Монголии хонгодорами и их союзниками в 1688 году.
В общих чертах вся облавная охота сводилась к тому, что участники, делясь на десятки, расходились в разные стороны, охватывая огромную территорию, создавая круг (котел), и потом начинали сужать этот круг к центру и загонять всех зверей в этом кругу в самый его центр.
Организационно, чтобы управлять большим количеством людей, на охоте выбирались из числа участников главный распорядитель — тубши (туб — центр, главный) и два руководителя, командовавших левым и правым крылом, именуемых гаршины (гар — рука, зунгарши — командир левой «руки», восточного крыла и барунгарши — командир правой «руки», западного крыла).
Также выбирались три газаршина (газар — местность), хорошо знающие местность, которые придавались центру, правому крылу и левому крылу, в обязанности которых входило расставлять охотников в зависимости от условий местности, в некотором роде они выполняли функции разведки.
Также выбирались галши (гал — огонь), которые охраняли и поддерживали племенные огнища, организовывали быт и питание охотников, подбирали места для ночлега и стойбища, то есть выполняли тыловые функции.
На огромной территории, чтобы опознавать друг друга и знать расположение друг друга, использовались боевые кличи: у булагат — бургэт, у хонгодоров — хужэ, хожи, у эхиритов — эдир.
Когда выдвигались левое и правое крыло, охватывая территорию в круг (котел), этот круг по команде тубши начинал сужаться и загонял всех зверей в центр. В последующем внутрь круга направлялись газарши с целью выяснить, есть ли внутри звери; если не было, то производилась повторная операция охвата территории уже в другом месте.
Если охват был удачный и в круге были звери, то по кругу выставлялись караулы с целью не выпустить из него зверей, галши разжигали костры, каждый десяток имел своё огнище и свой участок круга, который охранял. В течение нескольких дней, как правило, караул сменялся, и все это время звери не могли покинуть круг. Таким образом получался замкнутый, оцепленный круг из караульных и костров и любое животное, которое пыталось выбраться из него, расстреливалось из луков.
Когда из оцепления не вырывались, тубши опять давал команду и круг опять сужался на некоторое расстояние, далее циклы сужения повторялись. Данное мероприятие проводилось, чтобы добыть всех животных в оцеплении; если делать сужение круга (котла) за один цикл, то большая часть животных все равно прорывалась из оцепления.
Раздел добычи проводился согласно традициям: тубши, газарши, гарши, галши забирали себе десятую часть, все остальное делилось поровну между остальными участниками облавной охоты.
Коллективная охота, в отличие от индивидуальной, была более эффективной и приносила больше добычи и пропитания.
Коллективная охота со временем начала терять свою ценность и становилось больше культурным мероприятием, это связано с переходом на оседлый образ жизни и освоение земледелия, так как в денежном выражении оно давало больше прибыли и стабильный доход, чем охота.
Индивидуальная охота, как правило, проводилась с использованием ловушек и петлей, ловили такими способами пушных животных.

#### Земледелие
Переходить к земледелию хонгодоры начали, когда была закрыта граница между Российской империей и Цинским Китаем, так как это привело к невозможности проводить горизонтальное кочевание и, как следствие, к оскудению пастбищ и уменьшению кормовой базы. В новых условиях хонгодорам пришлось заимствовать опыт у булагатов и эхиритов, которые в свою очередь заимствовали его у курыкан, которые проживали на территории Прибайкалья уже давно и имели достаточно развитую культуру земледельческого сельского хозяйства. Русские также заимствовали опыт земледелия у эхиритов и булагатов, так как сельскохозяйственный календарь, привязанный к церковному календарю, не соответствовал климатическим условиям Прибайкалья, где лето короткое, а зима длинная и суровая в сравнении с европейской частью России. Отличающие климатические условия накладывают ограничения на высев озимых и яровых культур, а также на сорта этих культур, приспособленные к суровым сибирским условиям.
О том, что хонгодоры заимствовали опыт у булагат и эхиритов, говорит заимствование в языке хонгодоров исконно бурятских, а не русских названий сельскохозяйственных инструментов и не только, таких как серп — хадуур, коса — хажуур, вилы — аса, грабли- тармуур, соха — анзаhан, борона — дагнуур, сноп — боодолго, цеп для обмолота — наньшуур, ручная мельница — гар тээрмэ, конная мельница — морин тээрмэ, водяная мельница — уhан тээрмэ, устройство для раскатывания и измельчения навоза на поле (нет аналога в русском языке) — балуур, площадь земельного участка — душэнэг.
Атаманы В. Тюменец и М. Перфильев первыми из русских доложили, что буряты возделывают землю, что они — люди пашенные и сеют ячмень и гречиху.
В климатических условиях, когда невозможно вести тебенёвку (выпас зимой, когда скот копытом разгребает снег) из-за высокого снежного покрова, возникает вопрос о заготовке сена летом (сенокос) и складирование его на стационарном стойбище, что в свою очередь ведет к созданию сложного комплекса скотоводческо-земледельческого ведения хозяйства на полуоседлой основе.

#### Кузнечное ремесло
Хонгодоры проживали в горах, и одним из видов хозяйственной деятельности являлась добыча и обработка металлов: железа, золота, серебра.
Данным видом деятельности занимался узкий круг представителей хонгодоров, называемых в их среде дарханы (в бурят-монгольском произношении хара дархан — кузнец по железу, мунгэн дархан — кузнец по серебру, алтан дархан — кузнец по золоту). Это ремесло было распространено в кругу семьи и передавалось по наследству. В период государства Северная Юань торговля с Китаем по факту отсутствовала вследствие запрета со стороны императоров Китая династии Мин, большое значение имели хара-дарханы. В обязанности хара-дарханов входил поиск месторождений железа в горах Монгольский Алтай, Хангай, Восточные Саяны для нужд армии и для хозяйственного быта.
В частности для армии изготавливались сабли (сэлэм), палаши, мечи (илд), наконечники копий и стрел, шлемы, шишаки, кольчужные (илчирбилиг хуяг) и ламеллярные доспехи (худесуту хуяг, хатагу дэгэл, хуус хуяг, чаргах), металлические элементы щитов.
Для хозяйственного быта изготавливались котлы — тогоон, заглуу, ножи — хутага, стремена — дүрөө, удила — аман, элементы лошадиной сбруи в виде пряжек — горьё и застежек — шагта, топоры — һүхэ.
В более позднее время в связи с переходом на оседлый образ жизни и освоением сенокошения и плотницкого ремесла стали изготавливать такие предметы хозяйственного инвентаря как косы, вилы, пилы и прочие металлические инструменты.
Ювелирное мастерство также очень сильно развито среди бурят и в частности хонгодоров; так, женские серебряные украшения в национальном костюме хонгодоров могут достигать 10 кг. Мужчины также использовали серебро в национальном костюме, особенно это видно по ножам, которые украшались серебряными элементами.
Добыча серебра и золота велась методом промыва россыпного песка в горах, это можно проследить по названиям топонимов, отражающим характеристику реки, ручья. В частности, в горах Восточных Саян есть реки Мунгэлик, Мунгэн-гол и пр.
Изделия из золота были менее распространены, чем изделия из серебра, но также имели хождение в среде хонгодоров и бурят.
В настоящее время навыки поиска месторождений в среде дарханов утеряны, остались только навыки обработки металлов и ювелирные навыки.